# ۱۴۲۸۵۷
۱۴۲۸۵۷، شناخته‌شده‌ترین عدد چرخه‌ای بر پایه ۱۰ است. اگر این عدد را در اعداد ۲، ۳، ۴، ۵ و ۶ ضرب کنیم، حاصل یک جایگشت چرخه‌ای از خود آن خواهد بود:
- اگر عدد ۱۴۲۸۵۷ در دو ضرب شود، حاصل ۲۸۵۷۱۴ می‌شود. (به ارزش مکانی ۱۴ توجه کنید)
- اگر این عدد در سه ضرب شود، حاصل ۴۲۸۵۷۱ می‌شود. (به ارزش مکانی ۱ توجه کنید)
- اگر در چهار ضرب شود، حاصل ۵۷۱۴۲۸ می‌شود. (به ارزش مکانی ۵۷ توجه کنید)
- اگر در پنج ضرب شود، حاصل ۷۱۴۲۸۵ می‌شود. (به ارزش مکانی ۷ توجه کنید)
- و اگر در شش ضرب شود، حاصل ۸۵۷۱۴۲ می‌شود. (سه رقم اول با سه رقم دوم جا بجا شده‌است)
- اما اگر ۱۴۲۸۵۷ را در هفت ضرب کنیم، حاصل ۹۹۹۹۹۹ می‌شود. (که آن هم حاصل جمع این عدد با ۸۵۷۱۴۲ است)

این عدد، هزاران سال است که به عنوان عددی جالب مورد توجه‌است. ۱۴۲۸۵۷ در واقع دوره گردش عدد ۱/۷ است و ویژگی‌های جالب دیگری نیز دارد. همانگونه که دیده می‌شود، تمام مضارب این عدد ۱۴۲۸۵۷(با گردش حلقوی) یا ۹۹۹۹۹۹ هستند. برای اعداد بزرگتر نیز این روند به صورت دیگری ادامه دارد.
برای مثال (۸ × ۱۴۲۸۵۷) برابر ۱٫۱۴۲٫۸۵۶ است و اگر یکان(6) با رقم آخر(1) جمع شود، حاصل ۱۴۲٫۸۵۷ می‌شود.
همچنین (۴۲ × ۱۴۲۸۵۷) برابر ۵٫۹۹۹٫۹۹۴ است و اگر یکان(4) با رقم آخر(5) جمع شود، حاصل ۹۹۹٫۹۹۹ می‌شود.